# Martirano Lombardo
Martirano Lombardo község (comune) Olaszország Calabria régiójában, Catanzaro megyében.

## Fekvése
A település a Molinara-hegység lábainál fekszik a Savuto folyó völgyében, a megye északnyugati részén. Határai: Aiello Calabro, Cleto, Conflenti, Falerna, Lamezia Terme, Martirano, Nocera Terinese és San Mango d’Aquino.

## Története
Története a szomszédos Martiranóéval függ össze, amelyből 1957-ben vált ki. A Lombardo elnevezés köszönet, amiért Busto Arsizio, lombardiai város lakói segítettek a város újjáépítésében az 1905-ös pusztító erejű földrengés után.

## Népessége
A népesség számának alakulása:

## Főbb látnivalói
- Sacro Cuore-templom